# Diego Abal
Pour les articles homonymes, voir Abal.
Diego Hernán Abal (né le 28 décembre 1971) est un arbitre argentin de football. Il débute en 2005 et il est international à partir de 2008.

## Carrière
Il a officié dans des compétitions majeures : 
- Copa Sudamericana 2009 (1 match)
- Copa Libertadores 2010 (4 matchs)
- Coupe du monde de football des moins de 17 ans 2011 (2 matchs)
- Copa Sudamericana 2011 (finale aller)
- Coupe des confédérations 2013 (1 match)
- Copa Libertadores 2014 (3 matchs)